# Eleição municipal de Teresina em 2000
A eleição municipal em Teresina em 2000 ocorreu em 1º de outubro do mesmo ano, como parte das eleições em 26 estados, para eleição de um prefeito, um vice-prefeito e 21 vereadores. Foi a terceira eleição no governo Fernando Henrique Cardoso.
Cinco candidatos disputaram o Palácio da Cidade, mas a vitória coube ao prefeito Firmino Filho, que foi reeleito segundo as regras da Emenda Constitucional nº 16 de 4 de junho de 1997, que garantiu-lhe o direito a pleitear a recondução estando no exercício do cargo executivo. Natural de Teresina, o prefeito é formado em Economia pela Universidade Federal de Pernambuco com mestrado pela Universidade de Illinois (EUA). Funcionário do Tribunal de Contas da União e professor da Universidade Federal do Piauí. Secretário Municipal de Finanças nas administrações Wall Ferraz e Francisco Gerardo, foi presidente do diretório municipal do PSDB e por esse partido foi eleito prefeito de Teresina em 1996 ao derrotar Alberto Silva (PMDB) em segundo turno.
A aliança vitoriosa em Teresina é o resultado de um acordo político celebrado por ocasião das eleições de 1998 quando o prefeito Firmino Filho apoiou a reeleição do governador Mão Santa na disputa em segundo turno contra o senador Hugo Napoleão e o sinal mais evidente é a presença de Marcos Silva, vice-prefeito eleito e filho de Alberto Silva, adversário de Firmino Filho há quatro anos.

## Candidatos a prefeito
|  | Nº | Candidato(a) a prefeito | Candidato(a) a prefeito                                     | Candidato(a) a vice-prefeito | Candidato(a) a vice-prefeito                               | Coligação |
|  | -- | ----------------------- | ----------------------------------------------------------- | ---------------------------- | ---------------------------------------------------------- | --- |
|  | 11 |                         | Tomaz Teixeira (PPB) Francisco Tomaz Teixeira               |                              | Adolfo Nunes (PPB) Adolfo Júnior de Alencar Nunes          | Partido não coligado - Partido Progressista Brasileiro (PPB) |
|  | 13 |                         | Wellington Dias (PT) José Wellington Barroso de Araújo Dias |                              | Francisca Trindade (PT) Francisca das Chagas da Trindade   | "PT/PSTU" - Partido dos Trabalhadores (PT) - Partido Socialista dos Trabalhadores Unificado (PSTU) |
|  | 14 |                         | Antônio Uchôa (PTB) Antônio Uchôa de Oliveira               |                              | Danilo Guimarães (PPS) José Danilo Guimarães Rocha         | "Frente Popular Progressista" - Partido dos Aposentados da Nação (PAN) - Partido Trabalhista Brasileiro (PTB) - Partido Popular Socialista (PPS) - Partido Comunista Brasileiro (PCB) - Partido Republicano Progressista (PRP) - Partido Renovador Trabalhista Brasileiro (PRTB) - Partido da Social Democracia Cristã (PSDC)                                                     |
|  | 25 |                         | Ciro Nogueira (PFL) Ciro Nogueira Lima Filho                |                              | Fernando Monteiro (PFL) Fernando Alberto de Brito Monteiro | "Teresina Independente" - Partido da Frente Liberal (PFL) - Partido Liberal (PL) |
|  | 45 |                         | Firmino Filho (PSDB) Firmino da Silveira Soares Filho       |                              | Marcos Silva (PMDB) Marcos Tavares Silva                   | "Teresina: Cidade do Povo" - Partido da Social Democracia Brasileira (PSDB) - Partido do Movimento Democrático Brasileiro (PMDB) - Partido Social Liberal (PSL) - Partido Social Trabalhista (PST) - Partido Social Cristão (PSC) - Partido Humanista da Solidariedade (PHS) - Partido Verde (PV) - Partido Trabalhista do Brasil (PTdoB) - Partido da Mobilização Nacional (PMN) |

## Resultados da eleição para prefeito
Foi a primeira eleição municipal realizada após a Emenda da Reeleição sendo permitido o "fracionamento" da coligação majoritária em seções menores para a disputa de vereador.
| 1º Turno 1 de outubro de 2000 | 1º Turno 1 de outubro de 2000 | 1º Turno 1 de outubro de 2000 | 1º Turno 1 de outubro de 2000 |
| Candidato(a)                  | Vice                          | Votação                       | Votação                       |
| Candidato(a)                  | Vice                          | Total                         | Porcentagem                   |
| ----------------------------- | ----------------------------- | ----------------------------- | ----------------------------- |
| Firmino Filho (PSDB)          | Marcos Silva (PMDB)           | 187.500                       | 60,89%                        |
| Wellington Dias (PT)          | Francisca Trindade (PT)       | 99.874                        | 32,43%                        |
| Ciro Nogueira (PFL)           | Fernando Monteiro (PFL)       | 11.933                        | 3,87%                         |
| Tomaz Teixeira (PPB)          | Adolfo Nunes (PPB)            | 4.885                         | 1,59%                         |
| Antônio Uchôa (PTB)           | Danilo Guimarães (PPS)        | 3.748                         | 1,22%                         |
| Total de votos válidos        | Total de votos válidos        | 307.940                       | 100,00%                       |
| Votos apurados                |                               |                               |                               |
| Votos válidos                 | Votos válidos                 | 307.940                       | 92,47%                        |
| Votos em branco               | Votos em branco               | 6.345                         | 1,91%                         |
| Votos nulos                   | Votos nulos                   | 18.730                        | 5,62%                         |
| Total de votos apurados       | Total de votos apurados       | 333.015                       | 100,00%                       |
| Eleitores                     |                               |                               |                               |
| Comparecimento                | Comparecimento                | 333.015                       | 84,39%                        |
| Abstenções                    | Abstenções                    | 61.590                        | 15,61%                        |
| Total de eleitores            | Total de eleitores            | 394.605                       | 100,00%                       |

## Vereadores eleitos
A coligação que apoiou o prefeito reeleito Firmino Filho conquistou 15 cadeiras sendo que a maior bancada da Câmara Municipal de Teresina pertencia ao PSDB com sete integrantes. Dentre os vereadores de oposição três apoiavam Wellington Dias enquanto as candidaturas de Ciro Nogueira, Tomaz Teixeira e Antônio Uchôa elegeram um vereador cada.
| Candidato eleito    | Partido | Votação | Cidade onde nasceu | Unidade federativa |
| Fernando Said       | PSDB    | 5.415   | Teresina           | Piauí              |
| Renato Berger       | PSDB    | 5.295   | São Paulo          | São Paulo          |
| Edson Melo          | PSDB    | 5.212   | Teresina           | Piauí              |
| Pedro Laurentino    | PDT     | 4.995   | Teresina           | Piauí              |
| Carmem Lúcia        | PMDB    | 4.969   | Teresina           | Piauí              |
| Marcos Almeida      | PMDB    | 4.723   | Teresina           | Piauí              |
| Luiz Humberto Sebim | PSDB    | 4.592   | Teresina           | Piauí              |
| José Marreiro       | PSDB    | 4.533   | Massapê            | Ceará              |
| Urbano Eulálio      | PST     | 4.421   | Picos              | Piauí              |
| Chico Wilson        | PSDB    | 4.346   | Teresina           | Piauí              |
| Olésio Coutinho     | PSDB    | 4.306   | Campo Maior        | Piauí              |
| José Ferreira       | PFL     | 3.757   | Teresina           | Piauí              |
| Flora Izabel        | PT      | 3.676   | Teresina           | Piauí              |
| João de Deus        | PT      | 3.656   | José de Freitas    | Piauí              |
| Anselmo Dias        | PCdoB   | 3.565   | Fortuna            | Maranhão           |
| Inácio Carvalho     | PST     | 3.498   | Teresina           | Piauí              |
| Prof. Zé Nito       | PMDB    | 3.470   | São Félix do Piauí | Piauí              |
| Dr. Pessoa          | PPS     | 3.092   | Água Branca        | Piauí              |
| Odaly Medeiros      | PT      | 2.770   | Caxias             | Maranhão           |
| Sgt. R. Silva       | PPB     | 2.546   | Teresina           | Piauí              |
| Robespierre Bastos  | PV      | 2.105   | Teresina           | Piauí              |